# Adolf Herrmann

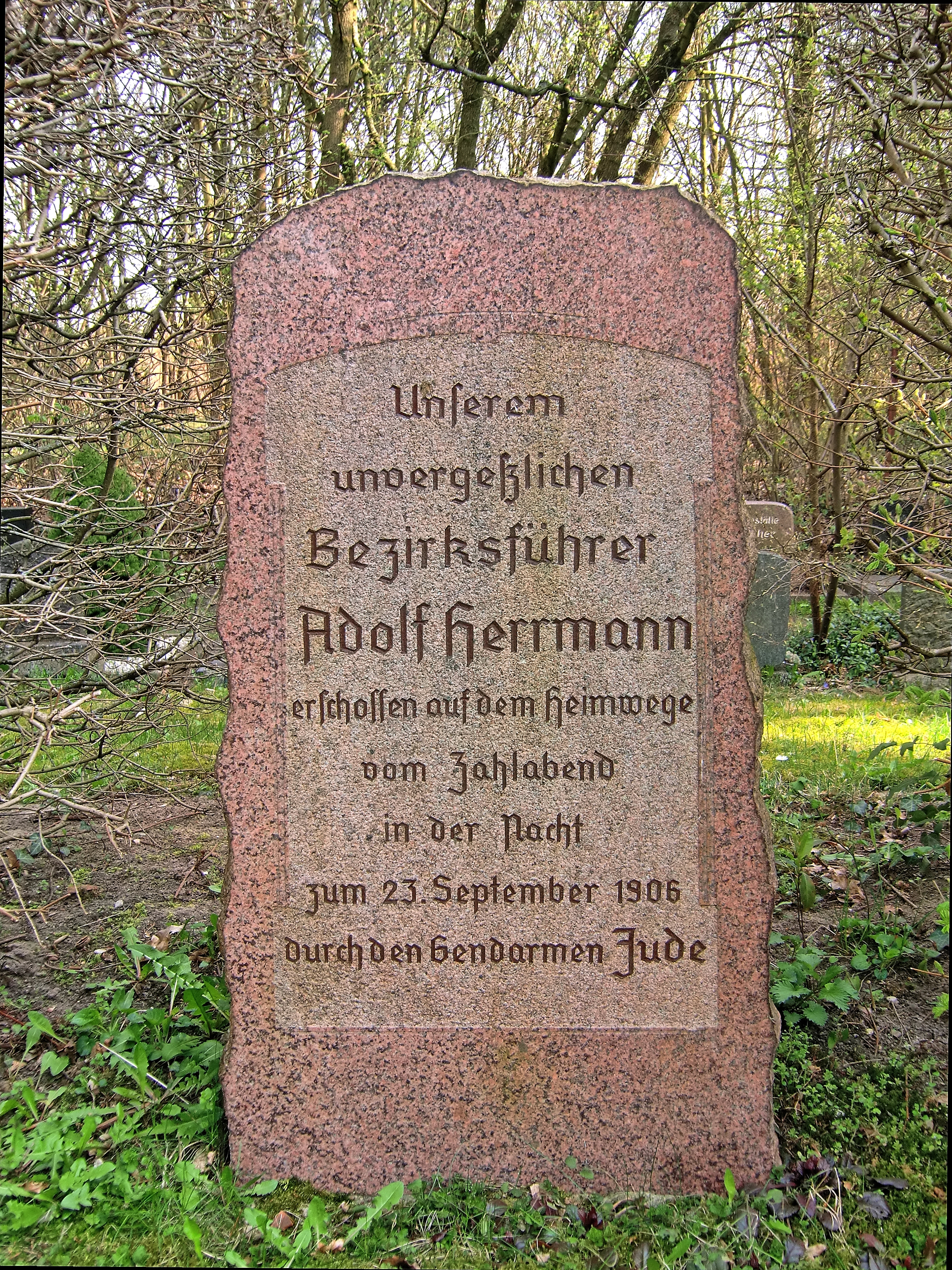
Gedenkstein für Adolf Herrmann auf dem Friedhof von Hohen Neuendorf

Karl Wilhelm Adolf Herrmann (* um 1873 in Rackau, Landkreis Züllichau-Schwiebus; † 29. September 1906 in Berlin) war ein Funktionär des Arbeiter-Radfahrerbundes Solidarität (ARBS). Er wurde 1906 von einem Polizisten erschossen.

## Situation vor der Tat
Adolf Herrmann war von Beruf Zimmermann; er war Mitglied der SPD sowie des der Partei verbundenen Arbeiter-Radfahrerbundes Solidarität. In der „Solidarität“ fungierte Herrmann als Bezirksführer im Gau 9 (Brandenburg). Die Arbeiterradfahrer wurden „Rote Husaren des Klassenkampfs“ genannt, weil sie die SPD bei Versammlungen und Propagandaaktionen unterstützten, indem sie etwa Flugblätter verteilten; sie selbst verstanden sich als „Aufklärungspatrouillen“ der Sozialdemokratie.
In den Jahren 1905 und 1906 war die politische Lage im Kaiserreich angespannt: Reichsweit stieg die Zahl der Streiks auf rund 3500 mit Aussperrungen von 350.000 Arbeitern. Auch in Birkenwerder, einer von Ziegeleien geprägten Gemeinde nahe Berlin, kämpften die dort tätigen Arbeiter für ihre Rechte und bessere Arbeitsbedingungen. In dieser aufgeheizten Atmosphäre kam es zu einem tödlichen Vorfall.

## Die Tat und die Folgen
Am späten Abend des 23. September 1906 war Adolf Herrmann in Stolpe, einem Ort in der Nähe von Birkenwerder, nach einer SPD-Versammlung auf dem Heimweg nach Hohen Neuendorf. Unterwegs schoss der Gendarm Hermann Jude auf ihn. Nachdem es zunächst hieß, Herrmann sei von einem Räuber überfallen worden, gab es Darstellungen, nach denen Herrmann allein unterwegs war und Jude ihm aufgelauert habe, andere Schilderungen sprechen davon, dass der Schuss im Verlauf einer Auseinandersetzung zwischen einer Gruppe von Versammlungsteilnehmern mit zwei Fußgendarmen in Zivil gefallen sei, die ebenfalls von einer Zusammenkunft kamen. Adolf Herrmann starb sechs Tage später in der Berliner Charité an den Folgen seiner Schussverletzung; er hinterließ eine Frau und drei Kinder.
Am 5. Oktober wurde Adolf Herrmann unter großer öffentlicher Teilnahme auf dem Friedhof in Hohen Neuendorf beerdigt. Drei Jahre später, am 26. September 1909, wurde auf seinem Grab ein Gedenkstein enthüllt; an einer vorausgehenden Trauerfeier in Stolpe nahmen rund 10.000 Menschen teil, darunter rund 1000 Arbeiterradsportler. Dabei hielt der sozialdemokratische Reichstagsabgeordnete Arthur Stadthagen, zu dessen Wahlkreis der Ort gehörte, eine flammende Rede. Anschließend zogen die Menschen zum Friedhof, von einem Großaufgebot an Gendarmen und Sicherheitsbeamten beobachtet.
Das Militärgericht lehnte zunächst eine Anklageerhebung gegen Jude ab. Dazu kam es erst nach einem Beschluss des Reichsmilitärgerichts, und der Gendarm wurde wegen „vorsätzlicher Körperverletzung mit tödlichem Ausgang“ angeklagt. Beim Prozess vor dem Kriegsgericht der 1. Garde-Division am 11. August 1908 berichtete Jude, dass er und sein Kollege Tietz die Zusammenkunft der SPD aus dienstlichen Gründen beobachtet hätten. Die Sozialdemokraten, seiner Ansicht nach schuld an dem Vorfall, „hätten Vereine gegründet um Vergnügungen abzuhalten, die sonst polizeilich verboten worden wären“. Nach dem Ende der Versammlung sei es vor der Gaststätte zu einem Zusammentreffen gekommen, bei dem Tietz geschlagen worden sei; er, Jude, habe daher in Notwehr gehandelt und geschossen.
Zwei sozialdemokratische Zeugen, darunter ein Bruder des Opfers, sagten hingegen aus, dass es Tietz gewesen sei, der mit einem Stock zugeschlagen habe. Ein Zeuge berichtete, ihm sei durch die Schläge „Blut am Gesicht“ heruntergeflossen, und Tietz habe auch die Brüder Herrmann geschlagen. Der zweite Gendarm habe sich verborgen gehalten, sei dann aus seinem Versteck hervorgekommen und habe geschossen; anschließend seien die Gendarmen davongelaufen. Nach einem Tag vor Gericht wurde Jude wegen Notwehr freigesprochen. Er blieb im Dienst und wurde lediglich versetzt. Eine Schadenersatzklage gegen ihn, bei der der Rechtsanwalt Karl Liebknecht die Witwe vertrat, wurde verschleppt, der Ausgang ist unbekannt. Jedoch soll die Witwe in der Zeit der Weimarer Republik zur Zahlung der Prozesskosten verurteilt worden sein, für die der Lohn der ältesten Tochter Emma gepfändet wurde. Der Sohn Herrmanns fiel im Ersten Weltkrieg.

## Der Gedenkstein
Der Gedenkstein für Herrmann trug die Aufschrift „Unserem unvergeßlichen Bezirksführer Adolf Herrmann erschossen auf dem Heimwege vom Zahlabend in der Nacht zum 23. September 1906 durch den Gendarmen Jude“ und war in den kommenden Jahren mehrfach Grund für Auseinandersetzungen. Wegen der Aufschrift verlangten die Behörden, dass der Stein entfernt werden müsse, da sie die öffentliche Sicherheit gefährde. Als dies nicht geschah, wurde dem Stein auf Initiative des Amtsvorstehers von Birkenwerder ein Holzkasten übergestülpt, auf den kurze Zeit später Unbekannte die Worte „Die verhüllte Wahrheit“ pinselten. Letztlich wurden die Worte „erschossen […] durch den Gendarmen Jude“ auf Veranlassung der Obrigkeit entfernt. Nach 1918 wurde der Stein in seinen ursprünglichen Zustand versetzt und am 21. Mai 1919 im Rahmen einer großen Kundgebung erneut enthüllt.
1926, 20 Jahre nach Herrmanns Tod, gab es eine weitere Kundgebung, nach der kurz darauf die Aufschrift aus der Gedenktafel herausgemeißelt wurde, vermutlich von Anhängern der NSDAP. Die Arbeiter legten eine Postkarte mit einem Foto des Gedenksteins auf, deren Verkauf die Wiederherstellung der Aufschrift finanzieren sollte, wozu es jedoch infolge der politischen Entwicklung nicht kam. Das gesammelte Geld wurde bis Ende des Zweiten Weltkriegs aufbewahrt, und 1945 brachte ein Steinmetz die Aufschrift erneut an. In den 1980er Jahren wurde der Stein gesäubert und restauriert und befindet sich seither im Ehrenhain des Friedhofs von Hohen Neuendorf.  Er steht unter Denkmalschutz.
Von 1955 bis 1964 wurde in Hohen Neuendorf zur Erinnerung an Adolf Herrmann jährlich ein nach ihm benanntes Gedächtnis-Radrennen ausgerichtet. In Stolpe wurde die Straße, auf der es zu dem tödlichen Vorfall kam, nach Herrmann benannt. Bis 1995 erinnerte dort eine inzwischen verschwundene kleine Tafel an die Tat.